# Шолакозек (Жетысуская область)
Шолакозек (каз. Шолақөзек) — село в Аксуском районе Жетысуской области Казахстана. Входит в состав Аксуского сельского округа. Код КАТО — 193233600.

## Население
В 1999 году население села составляло 248 человек (129 мужчин и 119 женщин). По данным переписи 2009 года, в селе проживало 220 человек (108 мужчин и 112 женщин).